# Jazzie B
Trevor Beresford Romeo (Londres, 26 de janeiro de 1963), mais conhecido pelo nome artístico de Jazzie B, é um DJ e produtor musical britânico. Ele é o fundador e principal vocalista da banda britânica de R&B Soul II Soul.